# Mxe Productions Entertainment
Mxe Productions Entertainment est un label indépendant fondé en 2020 en France.

## Artistes
- Bachir Samb
- BDS
- Crocoo

## Production
- 2021 : Pilé - La soul du ghetto (single)
- 2022 : KVRTER - B.E.L.F. (EP)
- 2022 : Sacramnto : Arte (single)
- 2022 : Sacramnto - Mundo de cores (EP)
- 2022 : KVRTER - B.E.L.F.2 (EP)
- 2022 : Pilé - Pour toi (single)
- 2022 : Pilé - Á qui la faute (single)
- 2022 : MXE - Sale, l'album (Bande originale de la série)
- 2023 : KVRTER - B.E.L.F.2 (EP)
- 2023 : Pilé - Aoi (EP)
- 2024 : Ryan De La Cruz - Cameleon. (EP)
- 2024 : EMii - Doudou (single)
- 2024 : EMii - Passion (single)
- 2024 : KVRTER : B.E.L.F.3 (EP)
- 2024 : Ryan De La Cruz - Bad Chick (single)
- 2024 : Ryan De La Cruz - Nasti (EP)
- 2024 : Bachir Samb - Señorita (single)
- 2024 : Bachir Samb - Ábremelo (single)
- 2024 : KVRTER - OKAY (single)
- 2024 : EMii - Dilemme (single)
- 2024 : Bachir Samb - Karma (single)
- 2025 : WiiPii - ACTIVIST (EP)
- 2025 : KVRTER, MXE - Full Black (single)
- 2025 : EMii - Billie Jean (single)
- 2025 : Bachir Samb - Nostalgia (EP)

## Référence
1. ↑  « MXE PRODUCTIONS ENTERTAINMENT », sur SNEP, 16 juillet 2021 (consulté le 17 août 2025)
2. ↑  « Société MXE PRODUCTIONS ENTERTAINMENT (892410960) à SAINT-CLOUD (92210). », sur societe.com, 24 juin 2022 (consulté le 17 août 2025)